# Anastatus saintpierrei
Anastatus saintpierrei är en stekelart som beskrevs av Girault 1917. Anastatus saintpierrei ingår i släktet Anastatus och familjen hoppglanssteklar. Inga underarter finns listade i Catalogue of Life.